# Tylocefal
Tylocefal (Tylocephale gilmorei) – dinozaur z rodziny pachycefalozaurów (Pachycephalosauridae).
Żył w epoce późnej kredy (ok. 83-71 mln lat temu) na terenach centralnej Azji. Długość ciała ok. 1,4 m, wysokość ok. 50 cm, masa ok. 15 kg. Jego szczątki znaleziono w Mongolii.